# مجيد أباد (نير)
مجيد أباد هي قرية في مقاطعة نير، إيران. يقدر عدد سكانها بـ 268 نسمة بحسب إحصاء 2016.